# دارين جاكسون (سياسي)
دارين جاكسون (بالإنجليزية: Darren Jackson)‏ هو محامي وسياسي أمريكي، ولد في 29 يونيو 1970 في مقاطعة ويك في الولايات المتحدة. حزبياً، نشط في الحزب الديمقراطي. وقد انتخب عضو مجلس نواب كارولينا الشمالية.

## وصلات خارجية
- الموقع الرسمي